# 石倉弘士
石倉 弘士（いしくら ひろし、1982年5月2日 - ）は、日本の元男子バレーボール選手。

## 来歴
島根県八束郡東出雲町（現：松江市）出身。揖屋小学校6年（揖屋VBC）よりバレーボールを始める。
島根県立安来高等学校を経て早稲田大学へ進学。その年の関東大学2部リーグでサーブ賞と新人賞を獲得し、チームの1部リーグ昇格に貢献。2004年には早稲田大学男子バレーボール部の主将を務めた。同年6月の第16回アジア太平洋カップ登録メンバーに選出され、優勝を経験した。
大学卒業後の2005年4月、NECブルーロケッツに入団。2009年5月、NECの無期限休部に伴い、現役引退した。
2022年、母校である早稲田大学の男子バレーボール部のコーチに就任した。

## 所属チーム
- 島根県立安来高等学校
- 早稲田大学
- NECブルーロケッツ（2005-2009年）